# Dysmorfofobická porucha

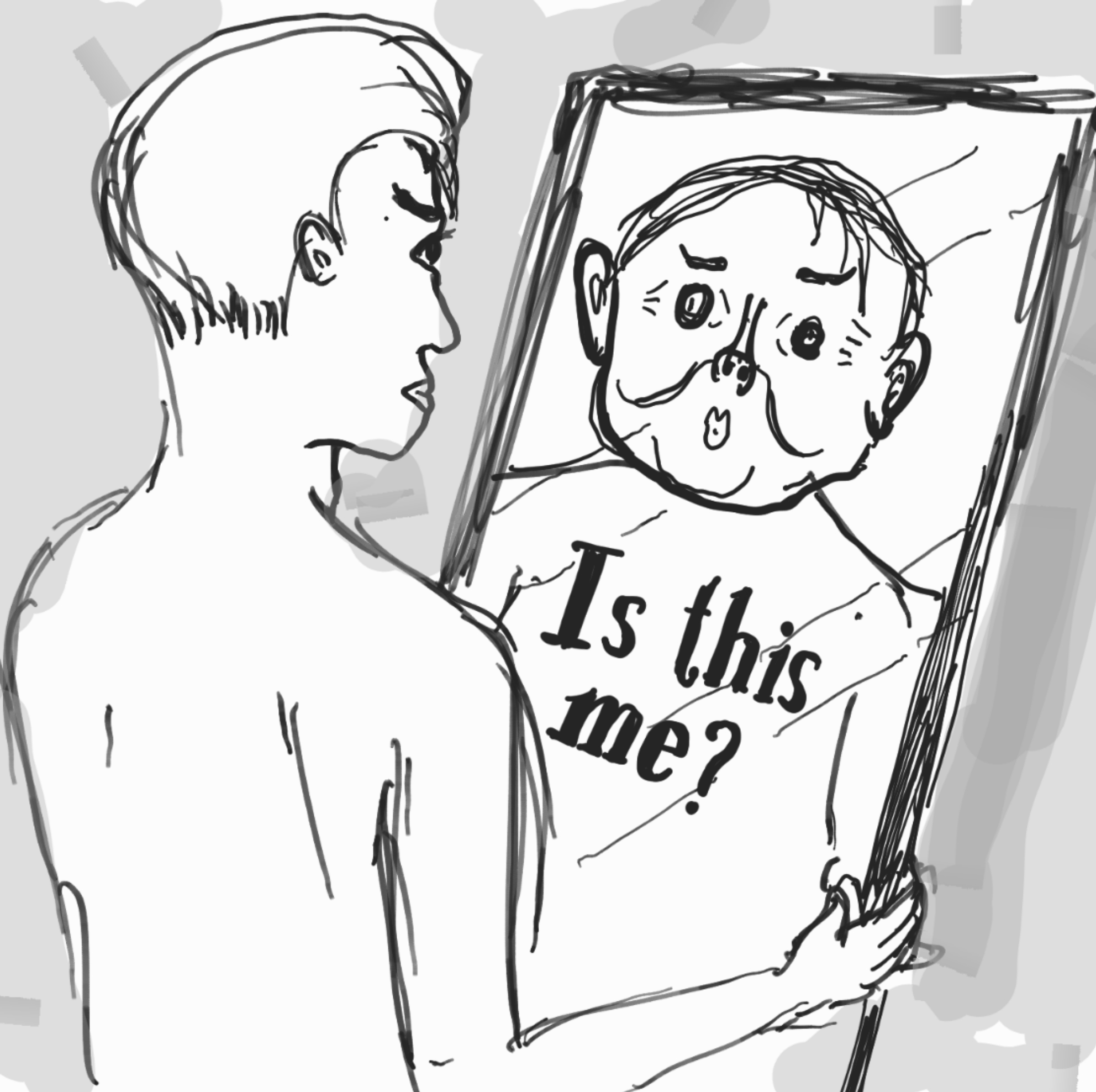
Obrázek pacienta s dysmorfofobickou poruchou

Dysmorfofobická porucha je onemocnění charakterizované tím, že daný jedinec je přesvědčený o tom, že má jednu či více deformit na povrchu těla. V důsledku toho opakovaně vyhledává lékaře – zejména dermatology, plastické chirurgy a stomatology k odstranění různých nedostatků. I přes opakované zákroky pacient není nikdy s výkonem spokojen.
Jedná se vlastně o poruchu hodnocení vlastního těla a jako taková přetrvává po jakémkoliv zdokonalení.
Toto může dosáhnout až takové intenzity, kdy to splňuje kritéria pro jinou chorobu – poruchu s bludy.
Typické je kontrolování, zakrývání, líčení, vyhýbání se styku s lidmi apod.

## Muskulární dysmorfie
Variantou dysmorfofobické poruchy je muskulární dysmorfie, která je charakterizovaná tím, že daný jedinec je přesvědčen, že má nedostatečně vyvinuté svalstvo. Tito jedinci často navštěvují posilovny a i přes enormní nárůst svalové hmoty jsou stále přesvědčení, že jejich svalstvo je nevyvinuté. Rovněž často užívají anabolika.

## Léčba
V léčbě je účinné jak podávání antidepresiv SSRI, tak kognitivně behaviorální psychoterapie.